# Antonio di Salvi

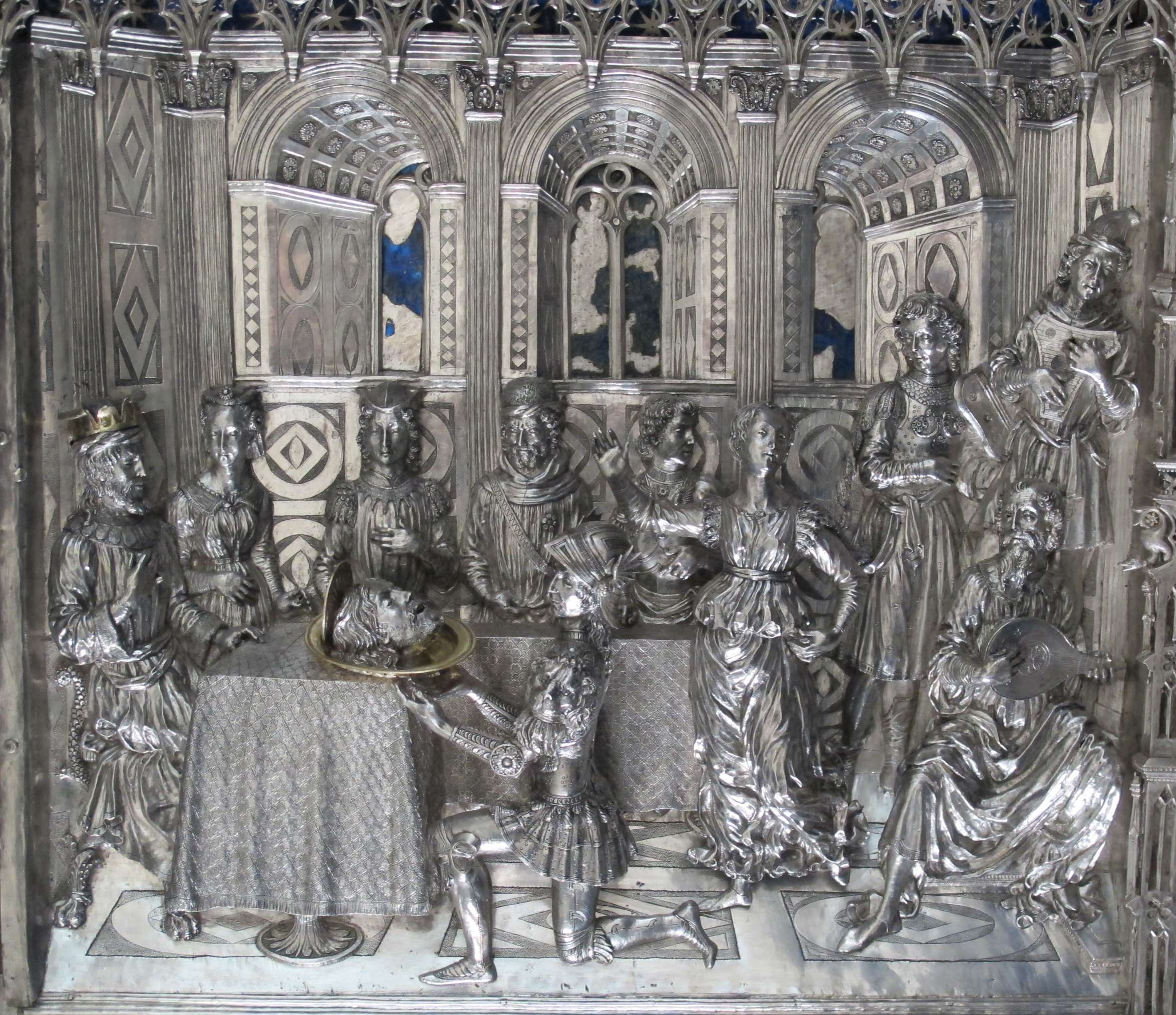
Banchetto di Erode, altare argenteo di San Giovanni

Antonio di Salvi Salvucci (1450 – 1527) è stato un orafo italiano, del Rinascimento fiorentino.

## Biografia
Apprese il mestiere nella bottega di Antonio del Pollaiolo, e si iscrisse all'Arte di Por Santa Maria, nel 1475.
Strinse un sodalizio con il cugino Francesco di Giovanni, con il quale aprì una bottega e collaborò fino al 1490. La prima importante commissione, che ne determinerà l'affermazione nel panorama artistico della città, è la realizzazione di una formella con il Convito di Erode (1478-1480), per l'altare argenteo di San Giovanni, oggi al museo dell'Opera del Duomo.
Continuata l'attività da solo, per vent'anni fu considerato il miglior orafo della città, sebbene mantenesse stilemi tardogotici o del primo rinascimento come l'uso dello smalto traslucido.
I suoi lavori hanno alcune costanti stilistiche e formali, fedeli a quelle del suo maestro, come si nota nel reliquiario di San Girolamo (1487) per Santa Maria del Fiore (pure all'Opera del Duomo) e nel più tardo reliquiario di Sant'Antonio Abate sempre per il duomo fiorentino (1514, museo dell'Opera del Duomo).

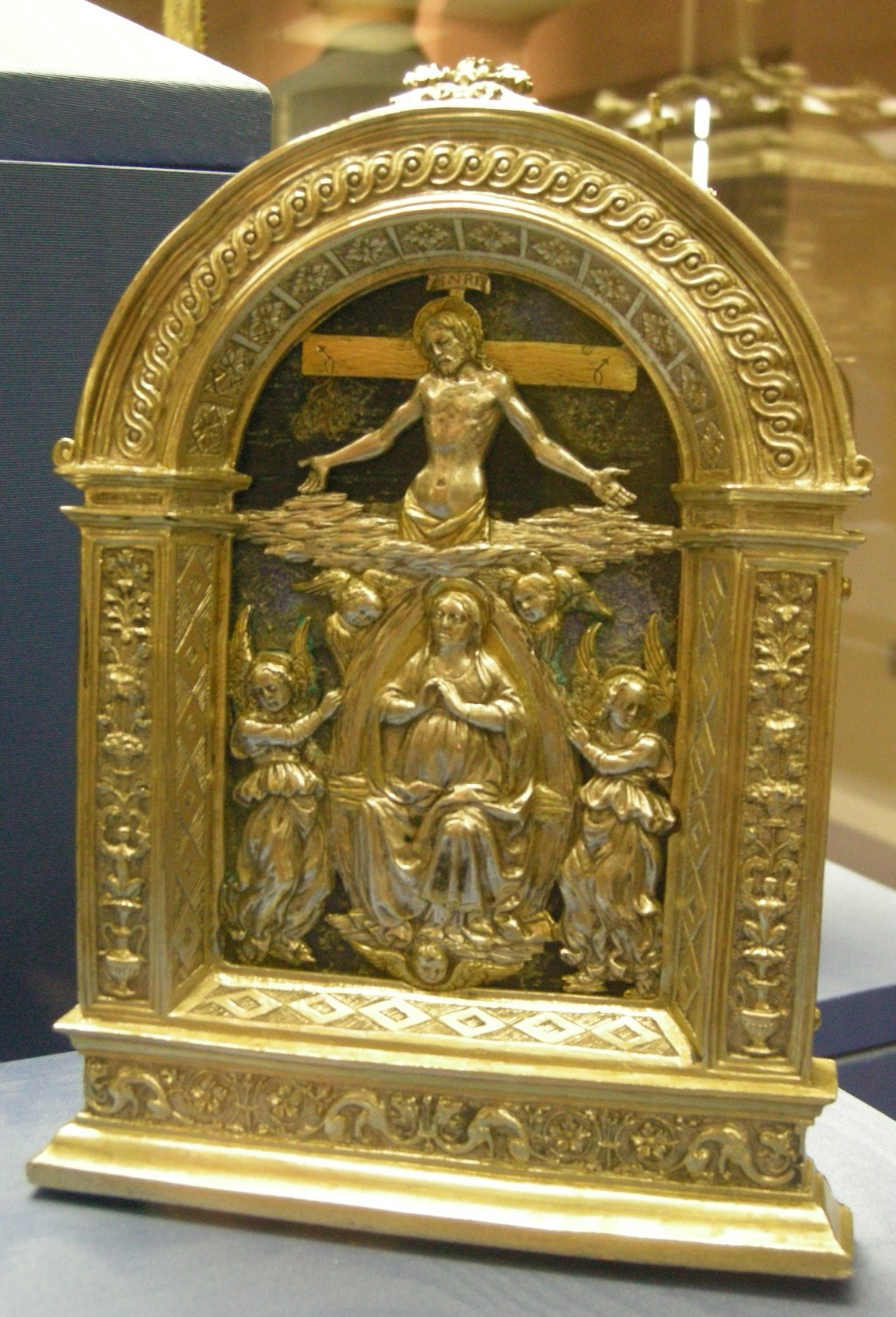
pace con lAssunta e la Pietà (1515)

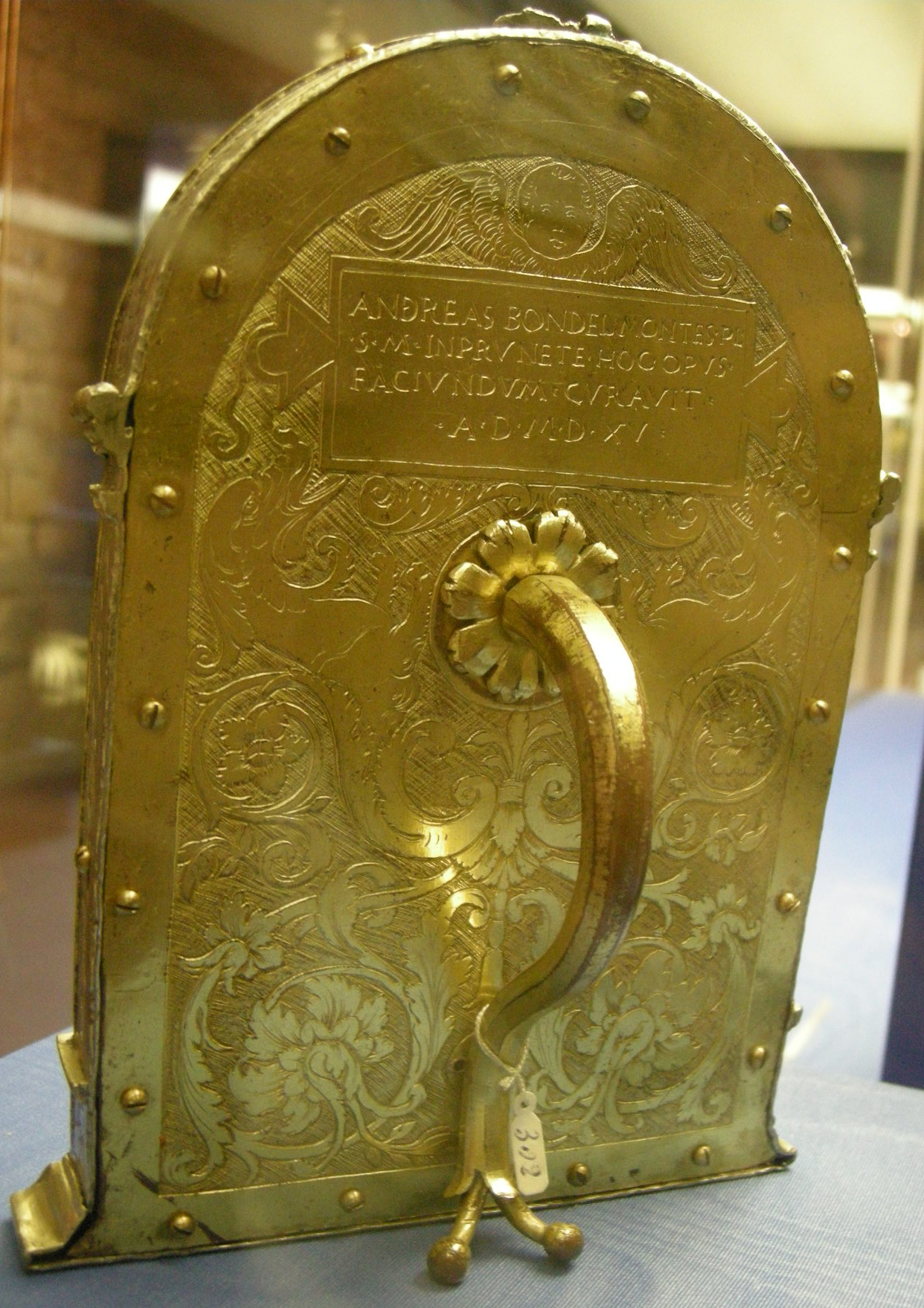
Il retro della precedente

La sua attività è documentata in quasi tutte le principali chiese di Firenze e in molte del contado, con un grande numero di opere attribuitegli. Numerosissime sono le opere attribuitegli e la sua attività è documentata in quasi tutte le chiese di Firenze e in moltissime del contado, essendo rimasto l'unico orafo capace di soddisfare una committenza di alto profilo dopo la partenza del suo maestro per Roma. Realizzò così oggetti preziosi per la Badia Fiorentina, la basilica della Santissima Annunziata, la basilica di San Lorenzo, Santa Maria Novella, mentre fuori Firenze si trovano testimonianze del suo operato alla cattedrale di Santo Stefano a Prato, alla basilica di Santa Maria all'Impruneta, presso la quale è documentato nell'attiguo museo con due paci in lamina d'argento datate 1515. Per la certosa di Vedana realizzò il reliquiario a busto di San Silvestro (1497), visibile al museo diocesano di Feltre.